# Mont Hillaby
Le mont Hillaby, culminant à 340 m d'altitude, est le plus haut point de la Barbade. Il est situé dans la paroisse de Saint-Andrew.